# 詹姆斯·格雷克
詹姆斯·格雷克（英語：/ɡlɪk/；1954年8月1日—）是一名美国作家、科技史家，也是一位作品被视为对现代科技产生文化冲击的互联网先锋。由于使用叙事非小说技巧介绍陌生复杂概念而广为人知，他被称为“史上最伟大科技作家之一”。
格雷克的著作包括国际畅销书《混沌：开创新科学》和《信息简史》。其中有三本列入了普利策奖和美国国家图书奖决选名单；《信息简史》荣获2012年美国笔会/E·O·威尔逊科普文学奖和2012年皇家学会温顿科普图书奖。它们相继被翻译成了三十多种语言。

## 生平
出生于纽约市，格雷克在哈佛学院就读，在那里成为了《哈佛大学校报》的编辑，在1976年毕业并获英语语言学学位。后来迁居明尼阿波利斯并在当地的替代性报纸《大都会》工作。在报社关门一年后，他回到纽约市并在1979年加入《纽约时报》。他做了十年的市内新闻报道部门编辑后成为一名科技记者。
与格雷克同时在《纽约时报杂志》工作的科学家有侯世达，史蒂芬·古尔德，米切尔·费根鲍姆和伯努瓦·曼德勃罗。他早期对微软报道时曾预见美国司法部和欧盟委员会会进行反垄断调查。他从1995至1999年为纽约时报杂志撰写“极速前进”专栏，而他撰写的关于互联网成长的论文成为他的著作《刚才发生了什么》的基础。他的文章也发表在《纽约客》，《大西洋月刊》，《Slate》和《华盛顿邮报》，而且他也是纽约书评的常任作者。
他的第一部著作，《混沌：开创新科学》，讲述了混沌这门新科学的发展和复杂性。他让蝴蝶效应成为日常用语，向大众介绍了曼德勃罗集合和分形几何，并且激发了大众兴趣，影响了诸如汤姆·斯托帕德 （《阿卡迪亚》）和迈克尔·克莱顿（《侏罗纪公园》）

### The Pipeline公司
1993年，格雷克在纽约市成立了最早的互联网服务提供商之一，The Pipeline。它是第一家使用图形用户界面的ISP，包括电子邮件，聊天室，Usenet，和万维网，使用在Windows和Mac操作系统上运行的软件。软件由格雷克的合伙人尤代·伊雅图里开发，并授权美国国内外其他互联网服务提供商使用。1995年格雷克将服务售予PSINet，后来并入MindSpring和EarthLink。

### 飞机失事
1997年12月20日，格雷克在他的鲁坦Long-EZ试验机准备在新泽西州西米尔福德格林伍德湖机场着陆时发动机化油器内的积冰导致飞机发动机失去动力，飞机在没有抬升跑道支持的情况下降落，导致坠机事故不可避免的发生了。坠机导致他8岁的儿子身亡而格雷克身负重伤。
...夫妇的养子，哈利，经常和他父亲一起飞行的活泼爱冒险的8岁小孩，在坠机后不久身亡。格雷克被困在飞机残骸中一个半小时；当救援工作者从残骸中救出他时，他询问了哈利的情况后昏了过去。格雷克失去了一条腿，几乎失去了双腿，在纽约大学拉斯克康复医学学院度过了5个月。

## 写作经历
格雷克的文风被认为是“清晰的思维，收集癖似的研究和解释的神韵”的结合。在《混沌：开创新科学》出版后， 格雷克与摄影师艾略特·波特合作创作《自然的混沌》，与Autodesk合作开发《Chaos: The Software》软件。他是普林斯顿大学在1989–90学年的麦格劳杰出演说家。他是《全美最佳科学写作》丛书的第一位作者。
他后来的著作包括两本传记，《费曼传：1000年才出一个的科学鬼才》和《牛顿传》，约翰·班维尔说它“确实值得长期切实研究”。
格雷克活跃于作家工会和基韦斯特文学研讨会。

## 个人著作
- 1987 Chaos: Making a New Science（英语：Chaos: Making a New Science）, Viking Penguin. (ISBN 0670811785)
- 2008 Chaos: Making a New Science, Revised edition, Penguin Books. (ISBN 0143113453)
- 1990 (with Eliot Porter) Nature's Chaos, Viking Penguin. (ISBN 0316609420)
- 1992 Genius: The Life and Science of Richard Feynman, Pantheon Books. (ISBN 0679747044)
- 1992 Genius: The Life and Science of Richard Feynman, Voyager Expanded Books.
- 2011 Genius: The Life and Science of Richard Feynman, Kindle Edition, Open Road Media. (ISBN 0679747044)
- 1999 Faster: The Acceleration of Just About Everything, Pantheon. (ISBN 067977548X)
- 2000 (editor) The Best American Science Writing 2000, HarperCollins. (ISBN 0060957360)
- 2002 What Just Happened: A Chronicle from the Electronic Frontier, Pantheon. (ISBN 0375713913)
- 2003 Isaac Newton, Pantheon. (ISBN 1400032954)
- 2011 The Information: A History, a Theory, a Flood. New York: Pantheon Books. (ISBN 9780375423727)
- 2016 Time Travel: A History, Pantheon. (ISBN 9780307908797)

(简体中文译本：《信息简史》. 北京:人民邮电出版社. (ISBN 9787115331809))

(正體中文譯本：《資訊：一段歷史、一個理論、一股洪流》. 衛城出版. (ISBN 9789868729520))